# حكومة غزالي الأولى
حكومة غزالي الأولى هي تاسع حكومة في عهد الرئيس الشاذلي بن جديد، حيث عين سيد أحمد غزالي رئيسا للحكومة في 5 يونيو 1991. واستمرت من 18 يونيو 1991 إلى 16 أكتوبر 1991. أعلنت الحكومة غادة إقرار حالة الحصار.

## أعضاء الحكومة
- رئيس الحكومة : سيد أحمد غزالي
- وزير الدفاع الوطني : خالد نزار
- وزير للشؤون الخارجية : الأخضر الإبراهيمي
- وزير لدى رئيس الحكومة مكلف بالعلاقات مع المجلس الشعبي الوطني والجمعيات : أبو بكر بلقايد
- وزير الداخلية والجماعات المحلية : عبد اللطيف رحال
- وزير العدل : علي بن فليس عوضه حمداني بن خليل في 18 جويلية 1991[3]
- وزير الاقتصاد : حسين بن إسعد
- وزير الطاقة : نور الدين آيت الحسين
- وزير التربية : علي بن محمد
- وزير العمل والشؤون الاجتماعية : محمد صالح منتوري
- وزير الصناعة والمناجم : عبد النور كرمان
- وزير البريد والمواصلات : محمد سراج
- وزير المجاهدين : إبراهيم شيبوط
- وزير الاتصال والثقافة : الشيخ أبو عمران
- وزير الشؤون الدينية : أمحمد بن رضوان
- وزيرة الصحة : نفيسة لاليام
- وزير الجامعات : جيلالي اليابس
- وزير النقل : مراد بلقج
- وزير الفلاحة : محمد إلياس مصلي
- وزير التجهيز والسكن : مصطفى حراثي
- وزير التكوين المهني والتشغيل : محمد بومحراث
- وزيرة الشبيبة والرياضة : ليلى عسلاوي

- وزير منتدب لحقوق الإنسان : محمد علي هارون
- وزير منتدب للبحث و التكنولوجيا و البيئة: شريف حاج سليمان
- وزير منتدب للجماعات المحلية : عبد المجيد تبون
- وزير منتدب للخزينة : علي بن نواري
- وزير منتدب للميزانية : مراد مدلسي
- وزير منتدب للتجارة : أحمد فضيل باي
- وزير منتدب للصناعات الصغيرة والمتوسطة : الأخضر بايو
- وزير منتدب للسكن: محمد مغلاوي عين في 18 جويلية 1991[3]

- الأمين العام للحكومة: محمد كمال العلمي[4]
- مدير ديوان رئيس الحكومة: محمد الياسين[5]